# 第五おりいぶ丸
第五おりいぶ丸 (だいごおりいぶまる、英: NO.5 Olive Maru) は、四国フェリーグループの小豆島フェリーが運航しているカーフェリー。

## 概要
第八おりいぶ丸（1994年6月竣工、998総トン）の代船として藤原造船所（今治市大三島）で建造された。
2014年4月26日、姫路 - 福田（小豆島）航路に就航した。本船の就航により、第八おりいぶ丸は四国フェリーグループの予備船となり、あずき丸を置き換えた。船内にエレベーター・バリアフリー設備のほか、女性専用席、キッズルーム（ドライバールームを兼ねる）も設置。海をイメージしたブルーの席を採用。

2024年6月1日9時45分発福田行きの本船が、飾磨東防波堤に衝突。船首の左側が縦４５センチ、横９０センチにわたりへこんだ。その後、姫路港に引き返し、乗客を降ろした。これにより、6月1日〜3日まで一隻のみの運行となった。

### 就航航路
小豆島フェリー
- 姫路港 - 福田港（小豆島）

本船および第三おりいぶ丸（2012年竣工）の2隻で1日7往復を運航する。

## 船内

### 船室
- ソファー席
- ボックス席
- リクライニング席 - 女性専用席あり
- バリアフリー椅子席
- カーペット席
- ドライバールーム・キッズルーム
- 売店